# Calea ferată Dornești–Rădăuți
Calea ferată Dornești–Rădăuți este o cale ferată secundară din România. Ea a fost construită în partea de nord-est a țării, în regiunea istorică Bucovina.

## Istoric
Această linie de cale ferată a fost construită pe teritoriul austriac al Imperiului Austro-Ungar.
În anul 1869 a fost pusă în funcțiune Calea ferată Cernăuți–Suceava de către compania feroviară Lemberg-Czernowitz-Jassy Eisenbahn. Acesta a fost folosită în principal pentru a lega România de Europa Centrală, dar a ocolit unele dintre orașele importante din Bucovina, cum erau Siretul și Rădăuțiul.
Cu scopul de a conecta aceste orașe la rețeaua feroviară existentă, au fost fondate mai multe companii private de căi ferate locale, inclusiv Bukowinaer Lokalbahnen (Căile ferate locale ale Bucovinei). Această companie a început în 1888 construirea unui tronson de cale ferată din satul Dornești (pe atunci Hadikfalva, cu o populație predominant maghiară) către orașul Rădăuți (în germană Radautz). Traversarea râului Suceava a necesitat construirea unui pod de lemn cu o lungime de 254 m.
La data de 17 noiembrie 1889, calea ferată Dornești–Rădăuți a fost pusă în funcțiune. 
În 1898 linia de cale ferată a trecut în administrarea Neue Bukowinaer Lokalbahn-Gesellschaft (Noua societate de cale ferată locală a Bucovinei). 
După primul război mondial, Bucovina a devenit parte componentă a României; calea ferată a fost preluată de către compania românească CFR.
In anul 2012 s-a inchis circulatia fervoviara, dar, pe 14 august 2018 a fost redeschisa, fiind adaugata si Halta Gara Mica. Pe langa Halta Gara Mica au mai fost adaugate haltele Horodnicu, Vicov,Vicovu de jos, Vicovu de sus, Bivolarie, Gura Putnei, Putna Troiță, Putna Centru.

## Situație actuală
Calea ferată Dornești–Rădăuți are o singură linie și nu este electrificată. Ea face parte din calea ferată secundară 515 de la Dornești la Nisipitu sau Putna și are numai o importanță locală. În prezent (2018), trec zilnic în ambele sensuri cam patru trenuri.Traseul trenului Dornești-Rădăuți-Putna este Dornești-Rădăuți GARA MICĂ h.-Rădăuți- Horodnicu h.-Gălănești hm. -VICOV h.- Vicovu de jos h.-Vicovu de sus h.-Bivolăria hc.-Gura Putnei h.-Putna Troiță h.-Putna centru h.- Putna Hm.

## Imagini

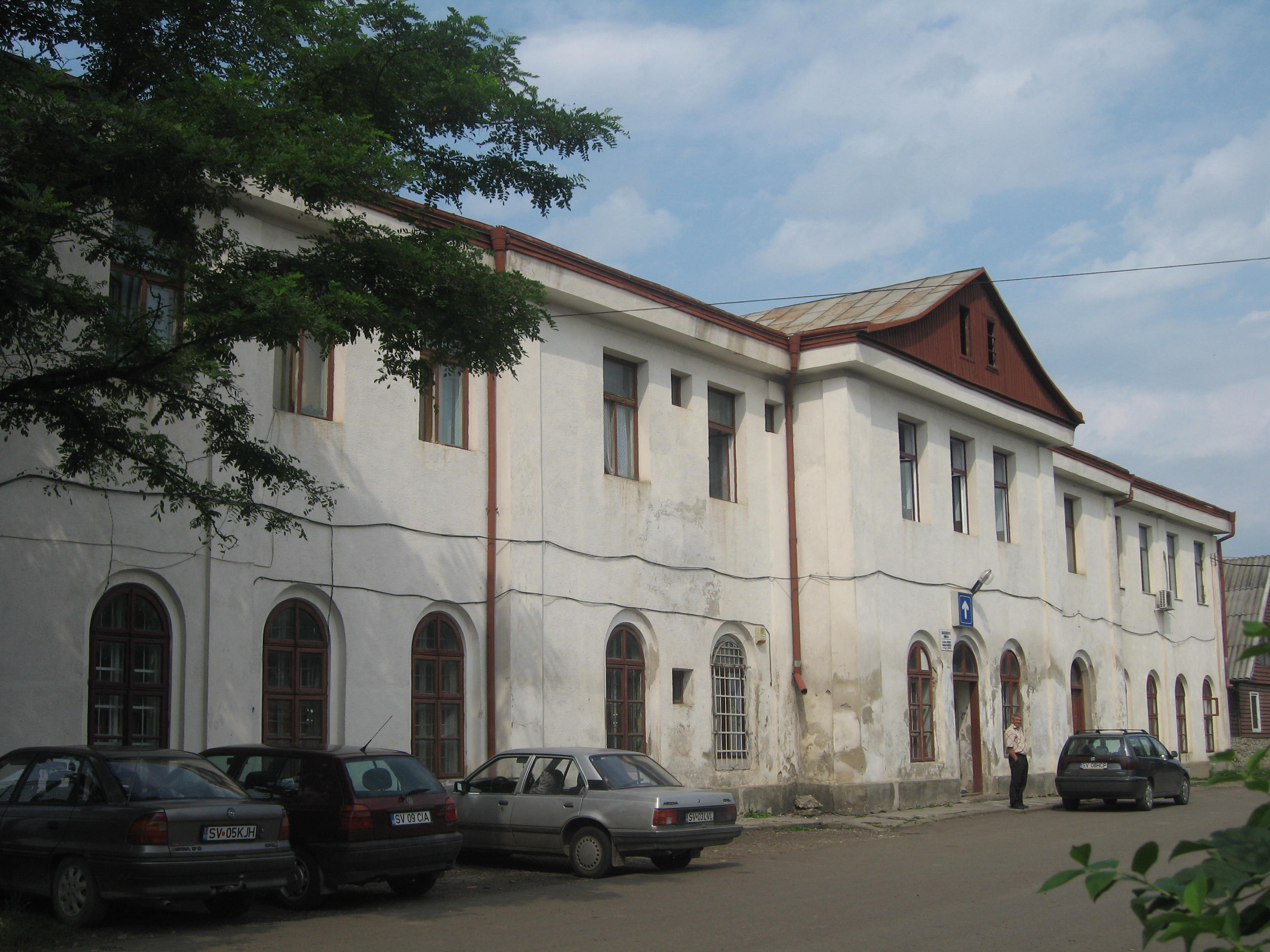
Gara veche din Dorneşti
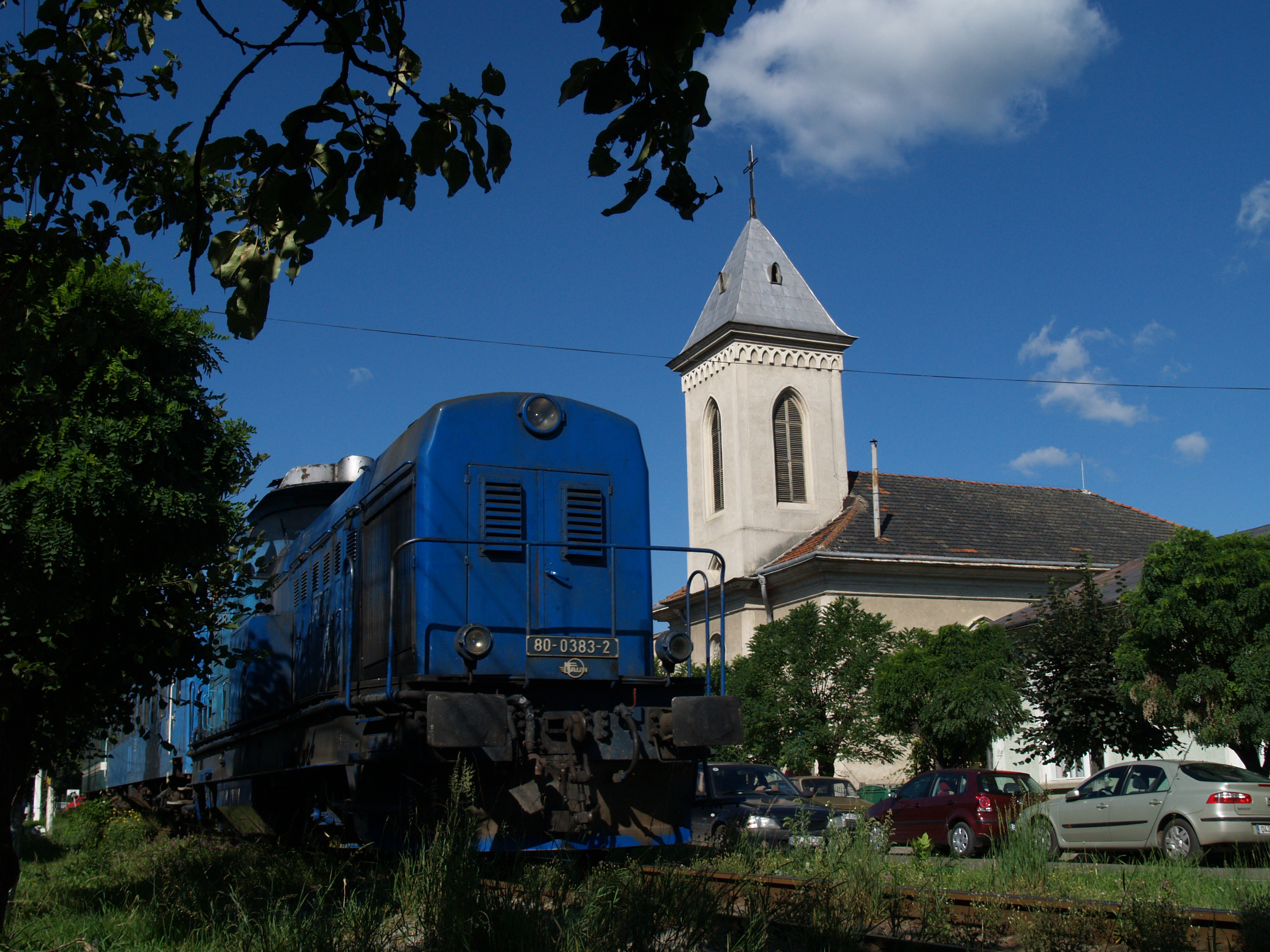
Calea ferată trece prin mijlocul orașului Rădăuți, intersectând principala arteră de circulație a localității. În imagine, un tren traversând Rădăuțiul.
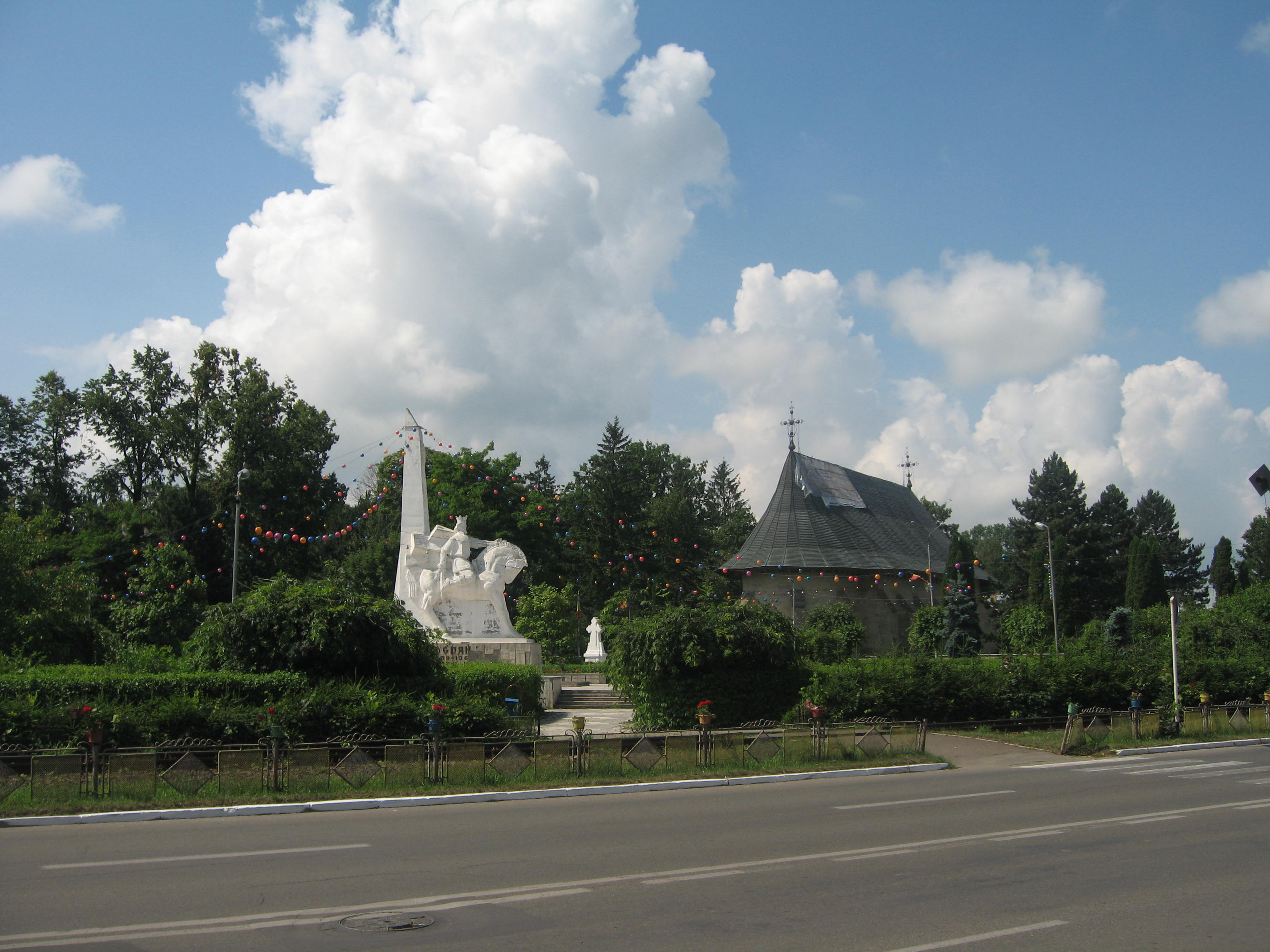
Calea ferată din Rădăuți trece la mică distanță de Mănăstirea Bogdana și de statuia ecvestră a voievodului Bogdan I al Moldovei.
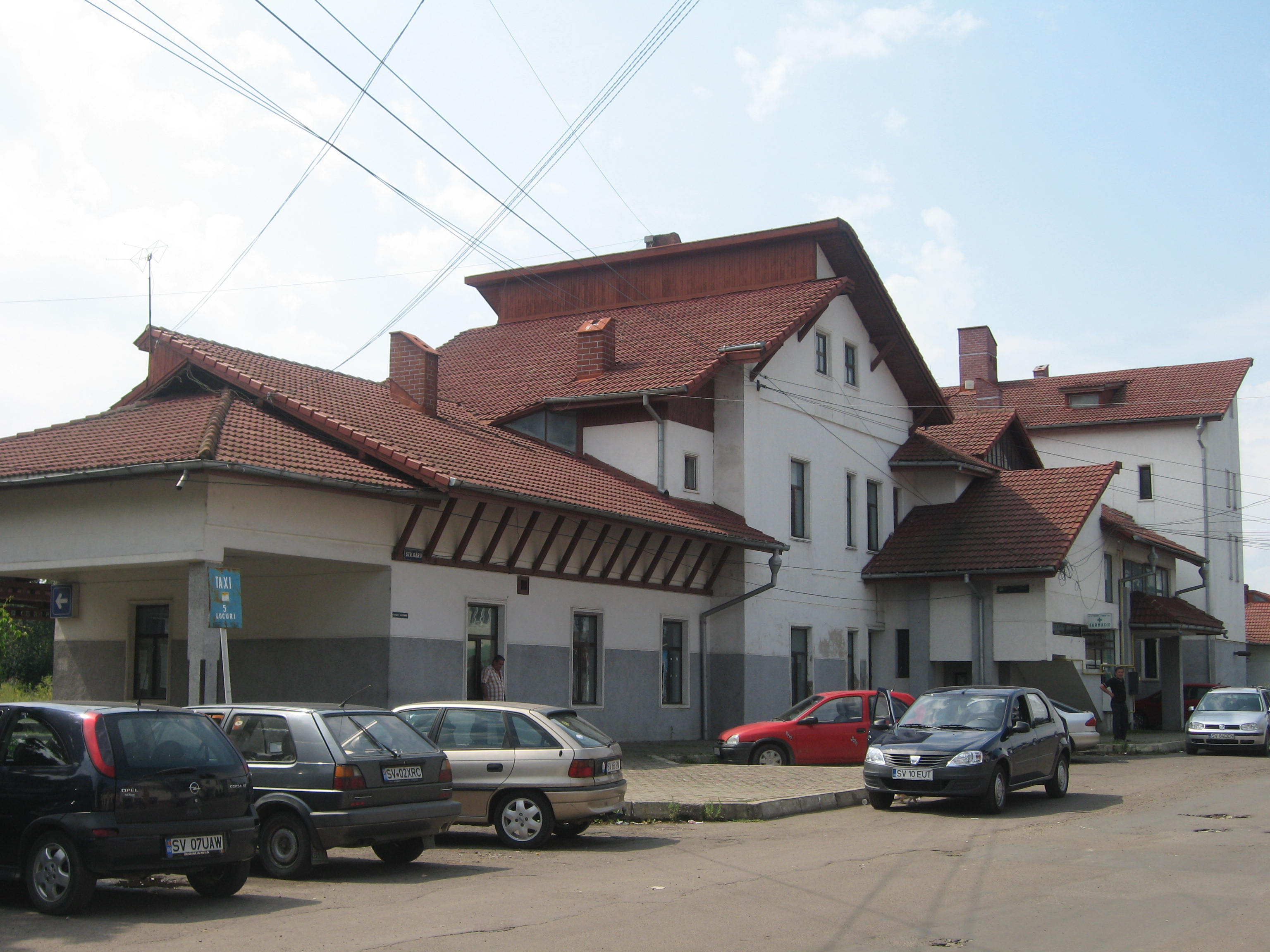
Gara Rădăuţi, clădire monument istoric